# Кальдерара-ди-Рено
Кальдерара-ди-Рено (итал. Calderara di Reno, бол. Caldarèra) — город в Италии, располагается в области Эмилия-Романья, подчиняется административному центру Болонья. С января 2012 года  является частью Союза муниципалитетов водных земель.
Население составляет  13 247 человека (на 2018), плотность населения составляет 325,08 чел./км². Занимает площадь 40,75 км². Почтовый индекс — 40012. Телефонный код — 051.
Покровителем коммуны почитается святой Петроний. Праздник ежегодно празднуется 4 октября.